# Boulevard Primorsky
Le  boulevard Primorsky ou Promenade maritime (russe : Приморский булевар, c'est-à-dire Boulevard du front de mer) est une voie de la ville d'Odessa. 

## Situation et accès
Il se situe en haut du fameux escalier du Potemkine, dans l'axe de l'actuelle mairie où lui fait face la statue de Pouchkine.
Longeant le jardin Lounny, le boulevard est constitué d'un trottoir le long des bâtiments, d'une voie d'asphalte et d'une promenade pavée jalonnée de bancs, d'un côté dominant la mer, de l'autre fermée par des édifices de style néo-classique. Elle possède un riche éclairage l'hiver qui attire curieux et amoureux (non loin de là, on trouve le pont à cadenas). Sa promenade pavée se compose d'une allée principale bordée de trois contre-allées plantées de châtaigniers et de sycomores et délimitée par un petit parapet en pierre.
De forme rectangulaire, ce boulevard se termine par un virage et possède une place semi-circulaire à mi-parcours, face à l’escalier dit « du Potemkine » où trône la statue du duc de Richelieu.

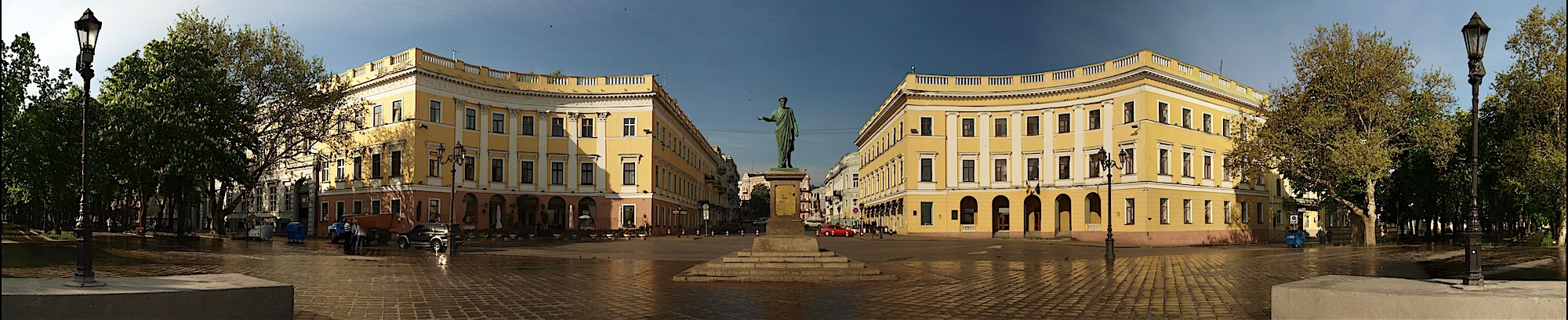
Panorama de la place du Duc-de-Richelieu, face à la rue Catherine (la photo est prise depuis le haut de l'escalier du Potemkine)

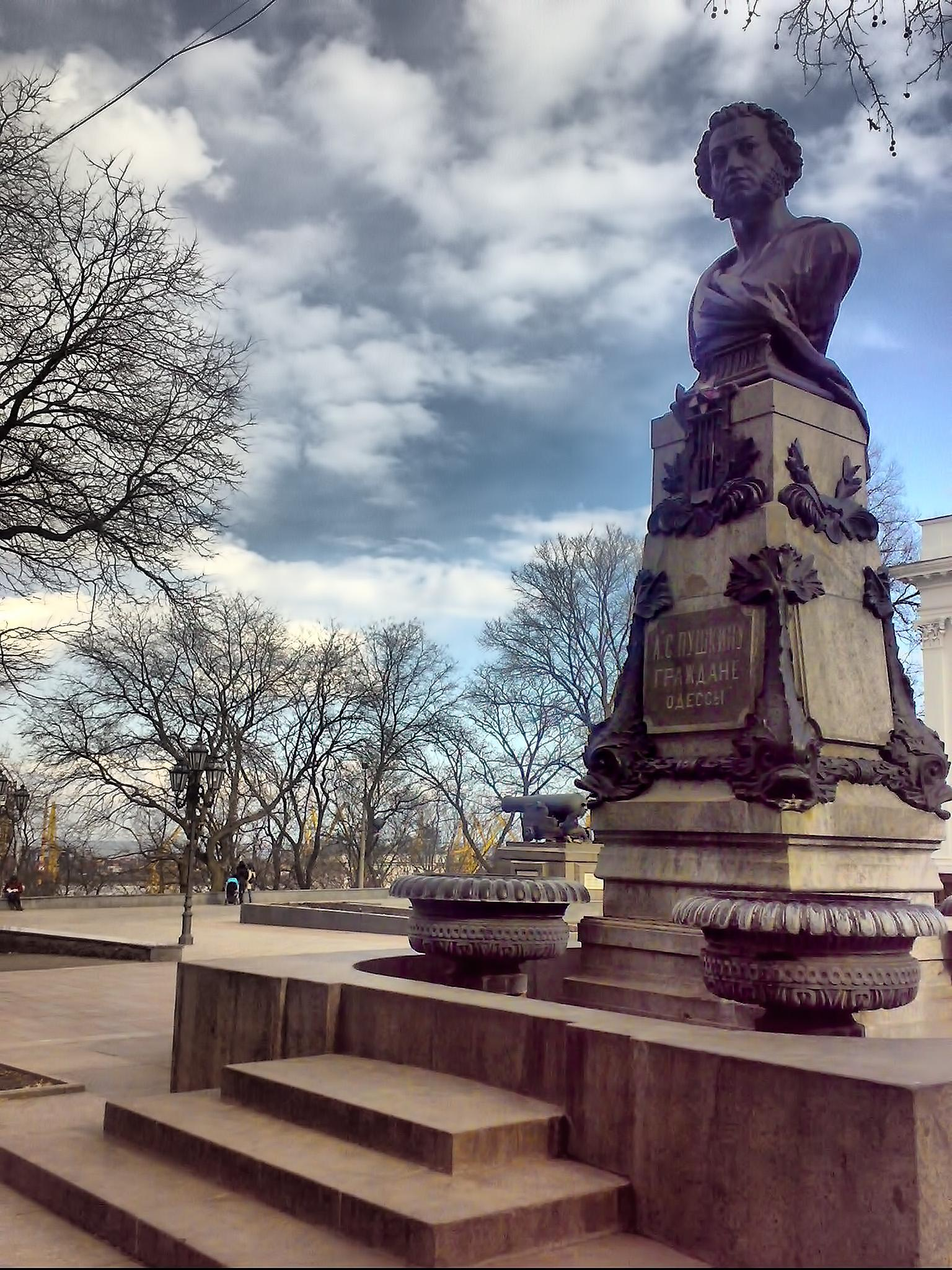
La statue de Pouchkine avec derrière le canon anglais.

## Historique
Les bâtiments datent pour la plupart du XIXe siècle et du début du XXe siècle, 1827-1828 pour les bâtiments.[pas clair] Pouchkine s'y promenait beaucoup lors de son année d'exil en 1823-1824, c'est pourquoi face à l'ancienne bourse du commerce, aujourd'hui la mairie, on peut y trouver son buste. Toujours dans la partie sud du Boulevard, à l'endroit où, pendant la guerre de Crimée de 1853-1856, se tenait une batterie russe a été installé un canon pris à bord de la frégate anglaise Tiger.
On peut y admirer de nos jours des fouilles archéologiques.
Cette voie s'est appelée « boulevard Primorsky » de 1827à 1831, puis « Nouveau boulevard » de 1831 à 1857, « boulevard Primorsky » de 1857 à 1877, « boulevard Feldman » de 1877 à 1919, « boulevard de la Ville » de 1919 à 1941, « boulevard Mykolaïv » de 1941 à 1944 puis de nouveau « boulevard Primorsky » depuis 1944. 

## Bâtiments remarquables et lieux de mémoire

### Statue du duc de Richelieu

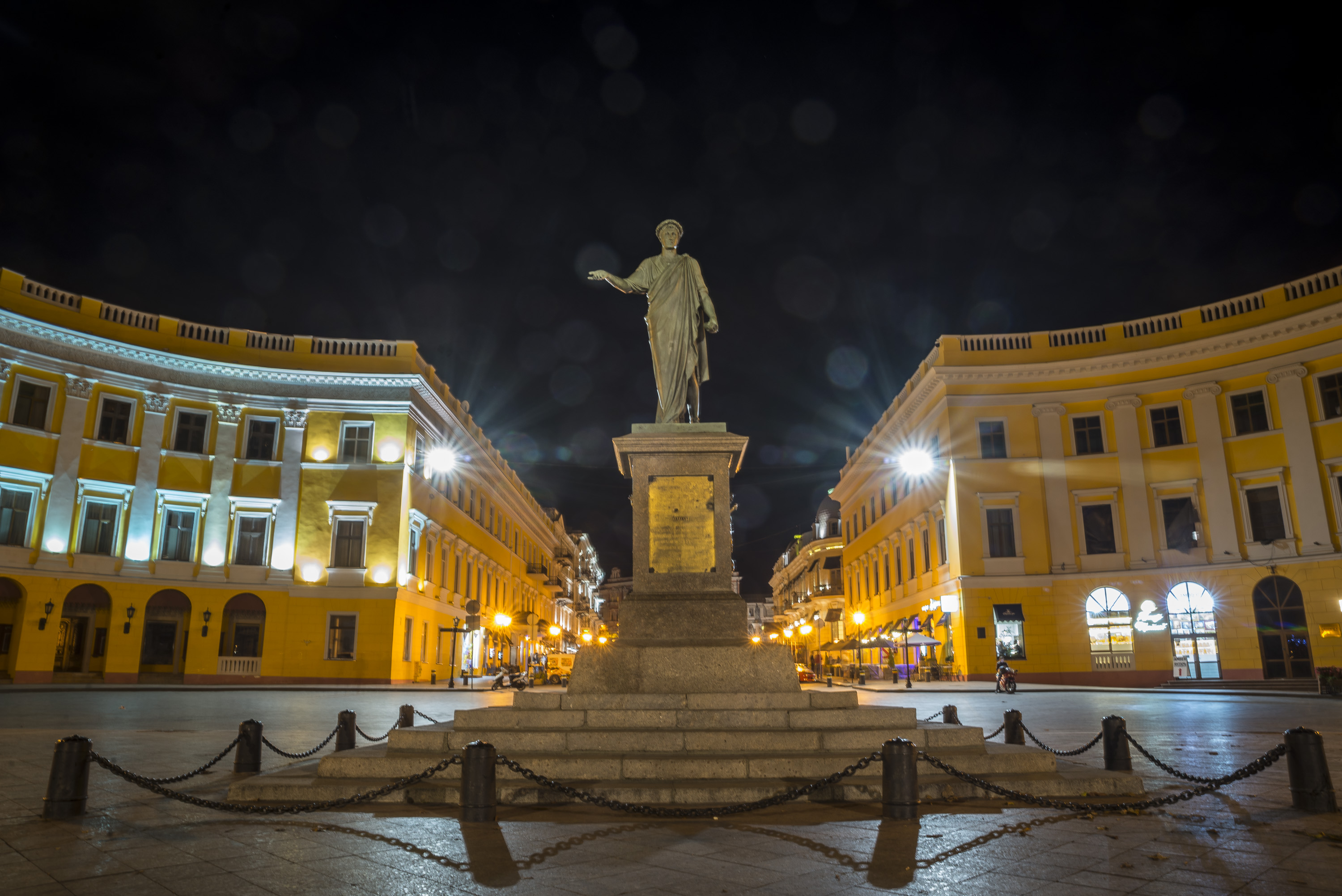
Statue du duc de Richelieu.

En haut des marches se trouve une statue d'Armand Emmanuel du Plessis de Richelieu, premier maire de la ville d'Odessa, représenté vêtu d'une toge romaine. Elle fut conçue par le  sculpteur russe Ivan Martos (1754-1835), et coulée en bronze par Yefimov[Qui ?]. Elle fut inaugurée en 1826 et constitue le premier monument érigé dans la ville,,.

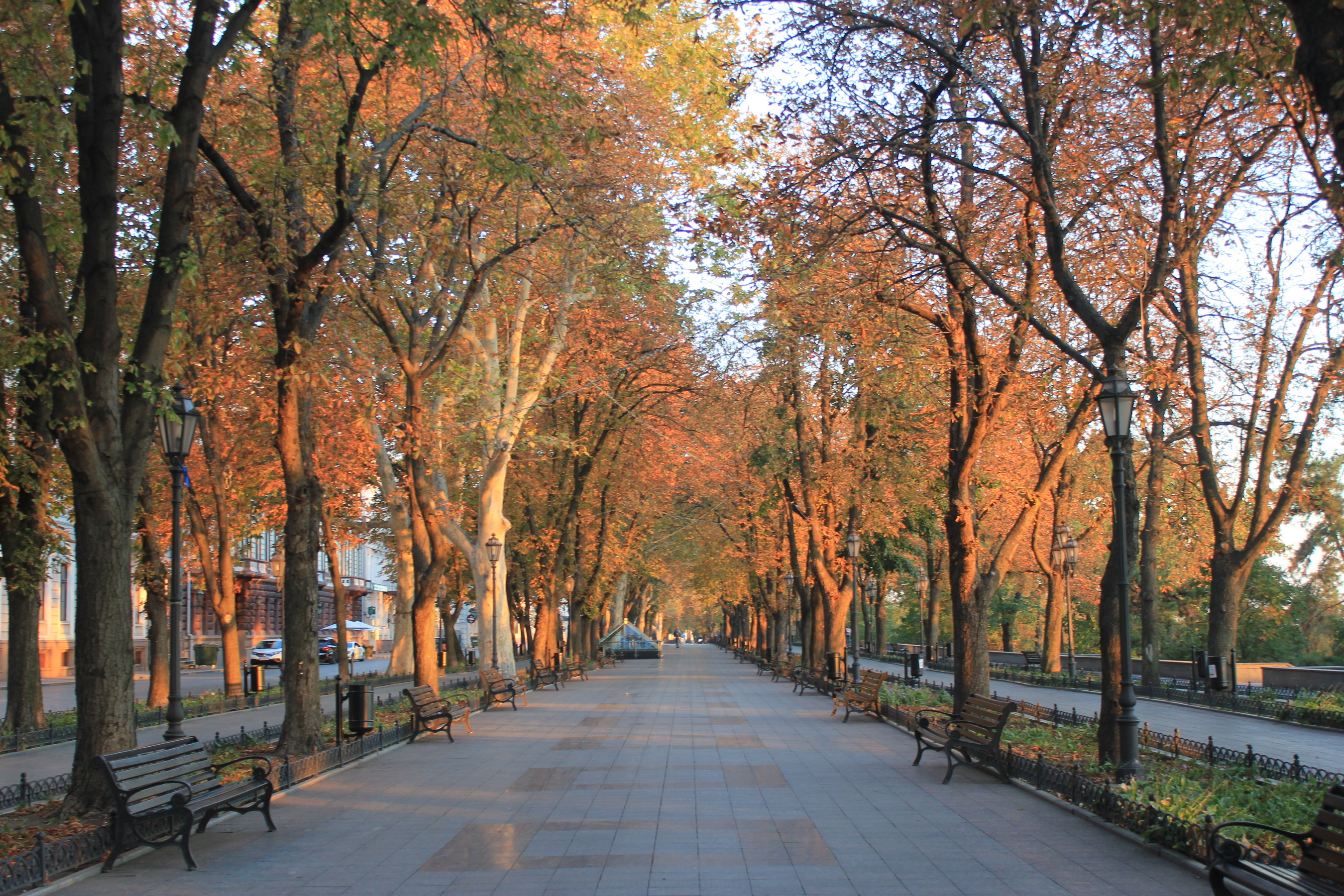
Promenade maritime
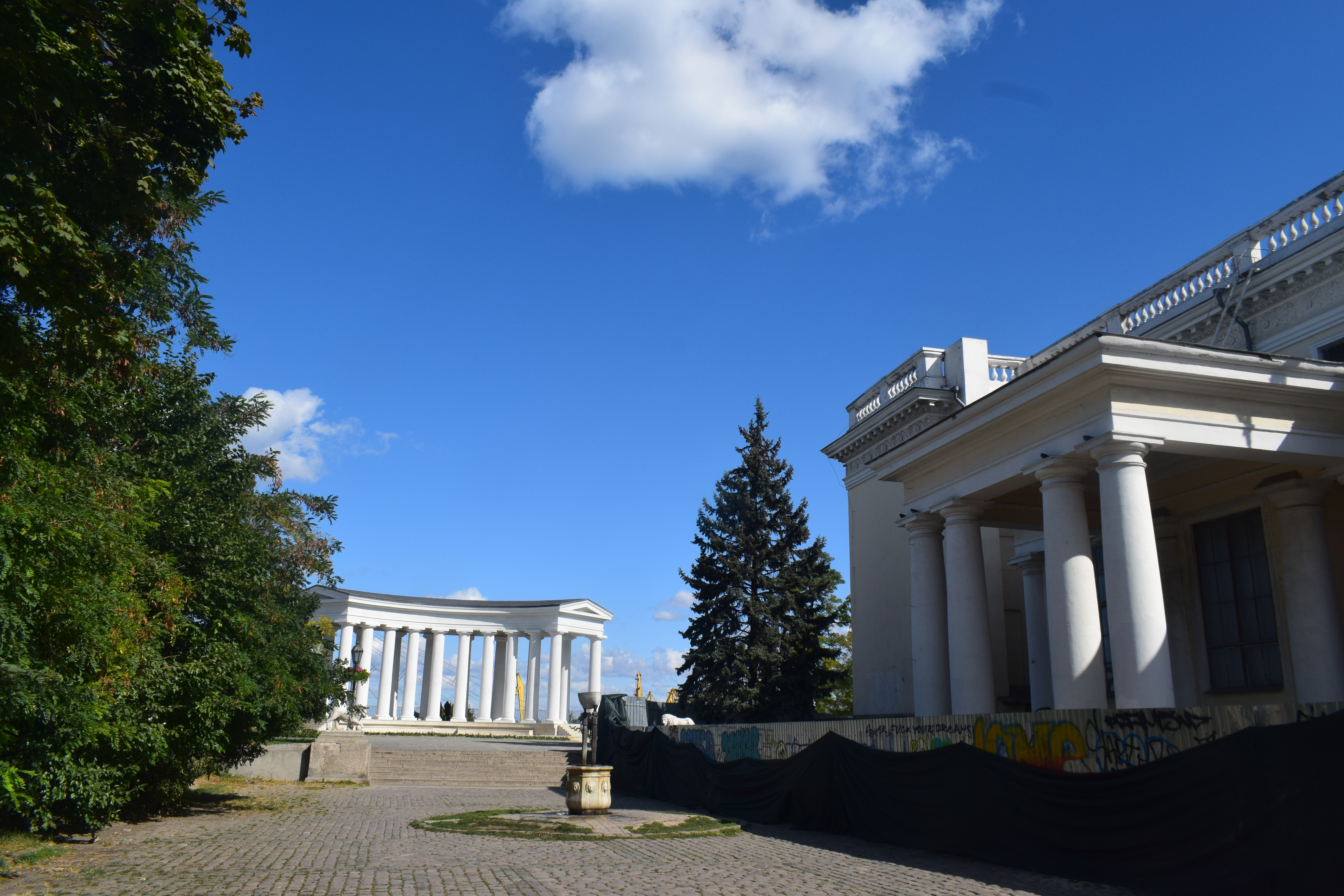
le palais Vorontsov (Odessa).
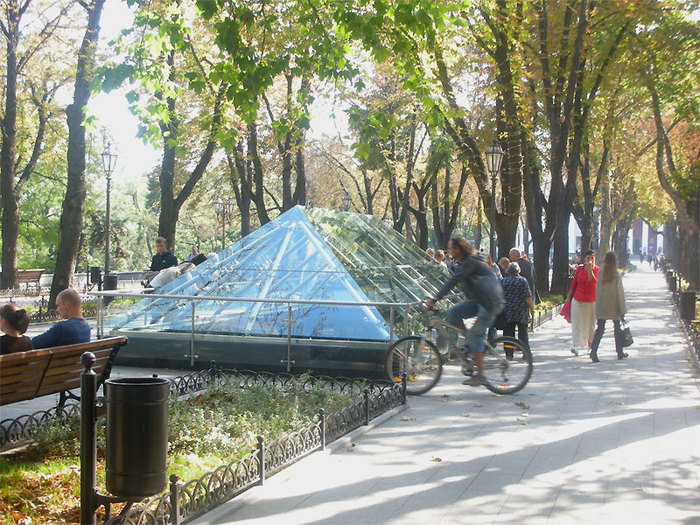
Restes des fouilles d'une colonie grecque visible (sous le toit en verre) sur le boulevard Primorsky à Odessa.
Monument à Antin Golovaty sur le Boulevard Primorsky.

## Voir également
- Odessa.